# Trichinella zimbabwensis
Trichinella zimbabwensis es una especie de nematodo de la clase Adenophorea. Produce triquinelosis; afecta a diferentes especies de mamíferos y reptiles. A diferencia de otras especies de Trichinella las larvas enquistadas en el hospedador no presentan una cápsula de colágeno.
Esta especie es de gran importancia en cocodrilos africanos de granja (Crocodylus niloticus), donde llega a estar presente en un 40% de los animales.
- Datos: Q6152443